# Fresa de Mahabaleshwar
La fresa Mahabaleshwar es una variedad de la fresa que se cultiva en las laderas montañosas de Mahabaleshwar, Maharastra, que representa alrededor del 85% de fresa producida en la India. La fresa, junto con la frambuesa, la mora y la grosella espinosa, se produce a gran escala en Mahabaleshwar y sus alrededores. La fresa de Mahabaleshwar obtuvo la etiqueta de indicación geográfica (IG) en 2010.

## Historia
Las fresas fueron traídas a la región desde Australia por los británicos durante el dominio británico de la India. Mahabaleshwar fue la capital de verano de la Presidencia de Bombay bajo el Raj británico. Desde entonces, los agricultores locales han desarrollado sus propias variedades de fruta, algunas de las cuales son importadas de otros lugares.

## Producción
La fresa Mahabaleshwar se cultiva principalmente en el cinturón montañoso Mahabaleshwar-Panchgani en el oeste de Maharashtra. A fines de 2015, se cultiva en un área estimada de 12.100 m² con aproximadamente 30.000 t anuales. La fresa Mahabaleshwar supone el ~85% de la producción total de fresa en el país. El clima fresco y el suelo rojo de la región lo hacen adecuado para el cultivo de la fruta y le dan un sabor único.

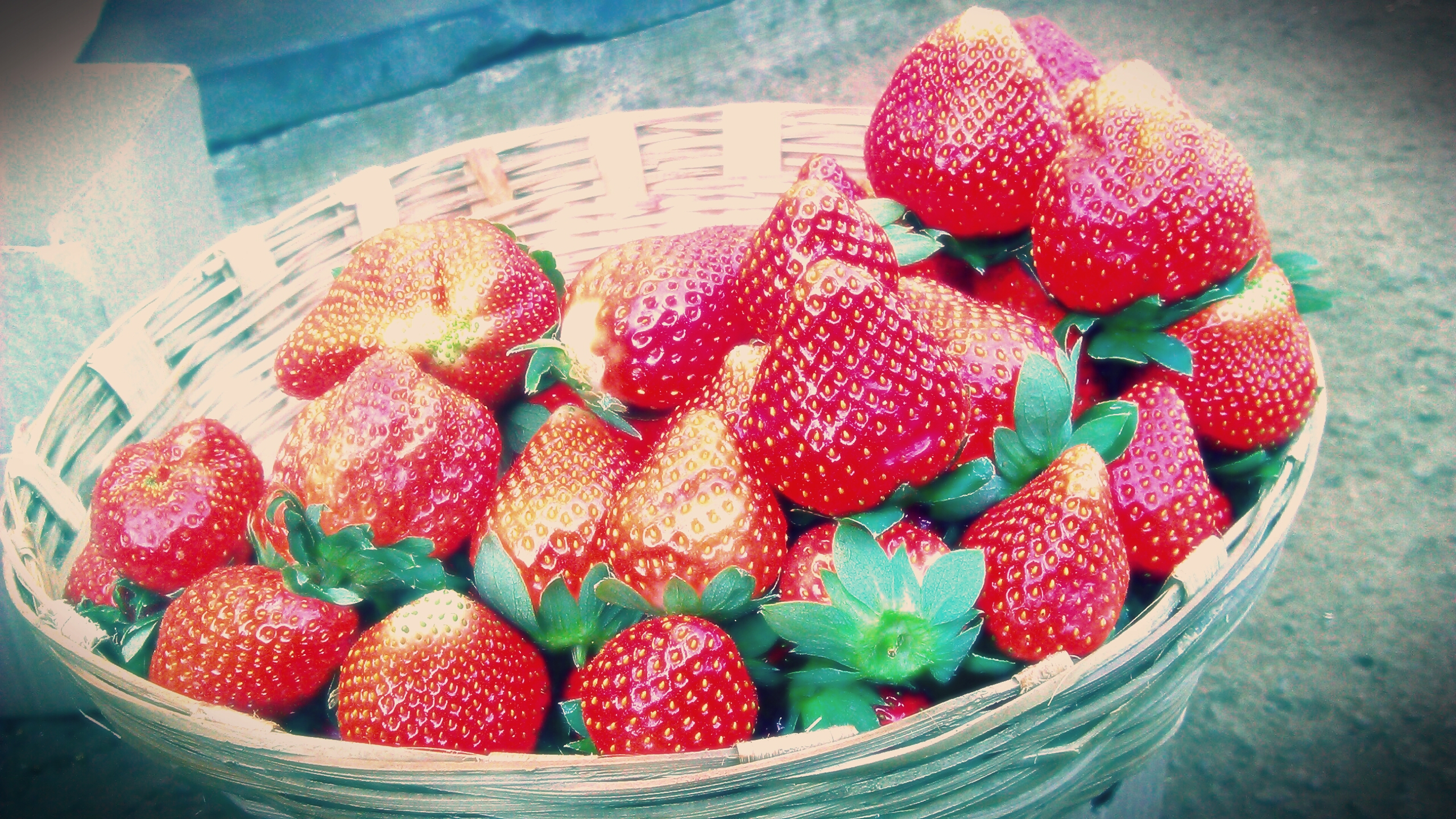
Fresas Mahabaleshwar a la venta.

La fresa Mahabaleshwar es una fruta de temporada con la temporada habitual que dura entre de octubre–noviembre a abril–mayo. Los árboles jóvenes, algunos de los cuales son importados de California en el mes de junio, se plantan en viveros de la zona, como en Wai. Los corredores producidos por cada uno de estos retoños se replantan en el mes de septiembre. La tierra se prepara después de la temporada del monzón en septiembre mediante fumigación y cubriendo los campos con láminas de plástico. Las semillas se plantan en agujeros perforados a través de estas hojas y se agrega estiércol de vaca y aerosoles a los campos.
Casi la mitad de la fruta en la región pertenece a la variedad Sweet Charlie de California, y Camarosa y Winter Dawn son las otras dos variedades principales. Otras variedades notables incluyen Rania y Nabila. La fresa de Mahabaleshwar se usa en la fabricación de diversos productos alimenticios en la región, como conservas, mermeladas, frutas secas, helados, batidos, pasteles, vino y caramelos.

## Exportación
Las fresas de Mahabaleshwar se exportan en grandes cantidades a otros países como Francia, Bélgica, Malasia y Oriente Medio. La fruta se congela antes de exportarse.

## Indicación geográfica
La Asociación de Todos los productores de fresa de la India (All India Strawberry Grower) propuso el registro de la fresa Mahabaleshwar bajo la Ley de Indicaciones Geográficas de Productos, 1999, a la Oficina del contralor general de patentes, diseños y marcas (Office of the Controller-General of Patents, Designs and Trademarks), Chennai. La fruta recibió el estatus de IG dos años después en 2010.